# Diedrichshagener Berg
Der Diedrichshagener Berg oder Diedrichshäger Berg im Landkreis Rostock in Mecklenburg-Vorpommern ist mit 129,8 m ü. NHN die höchste Erhebung im bewaldeten Höhenzug Kühlung nahe Diedrichshagen.
Er liegt etwas südöstlich der Mecklenburger Bucht, damit südlich der Ostseeküste, direkt südlich von Kühlungsborn sowie etwas westlich von Bad Doberan. Als eiszeitliche Endmoräne mit Geschiebe des Pommerschen Stadiums der Weichsel-Eiszeit ist er etwa 15.600 bis 13.700 Jahre alt.

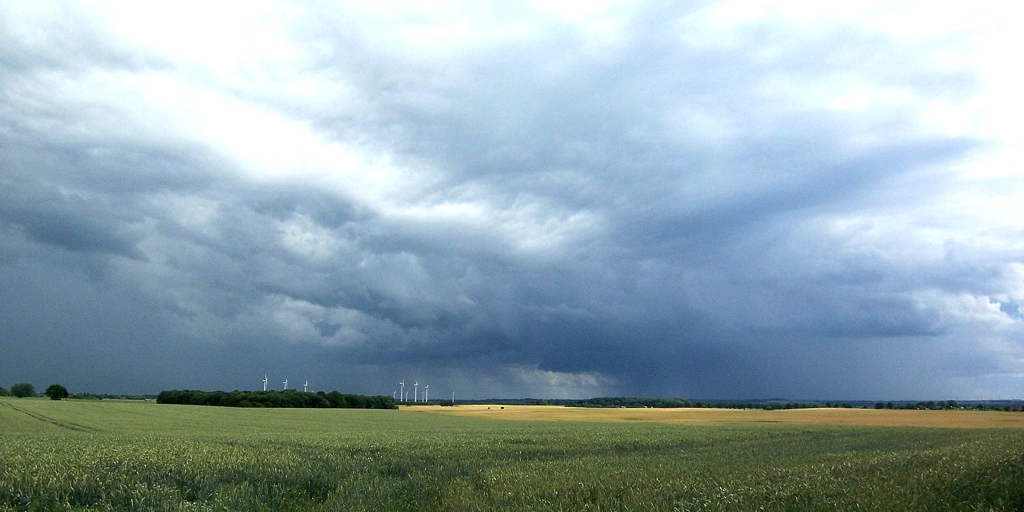
Blick in Richtung Kröpelin
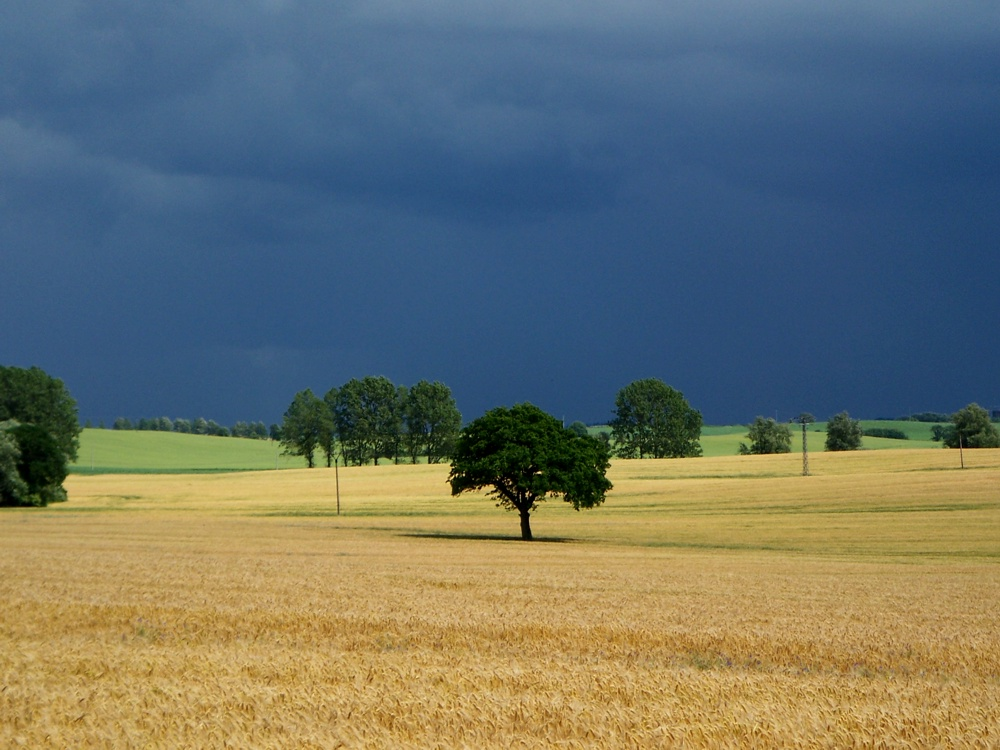
Am Diedrichshagener Berg
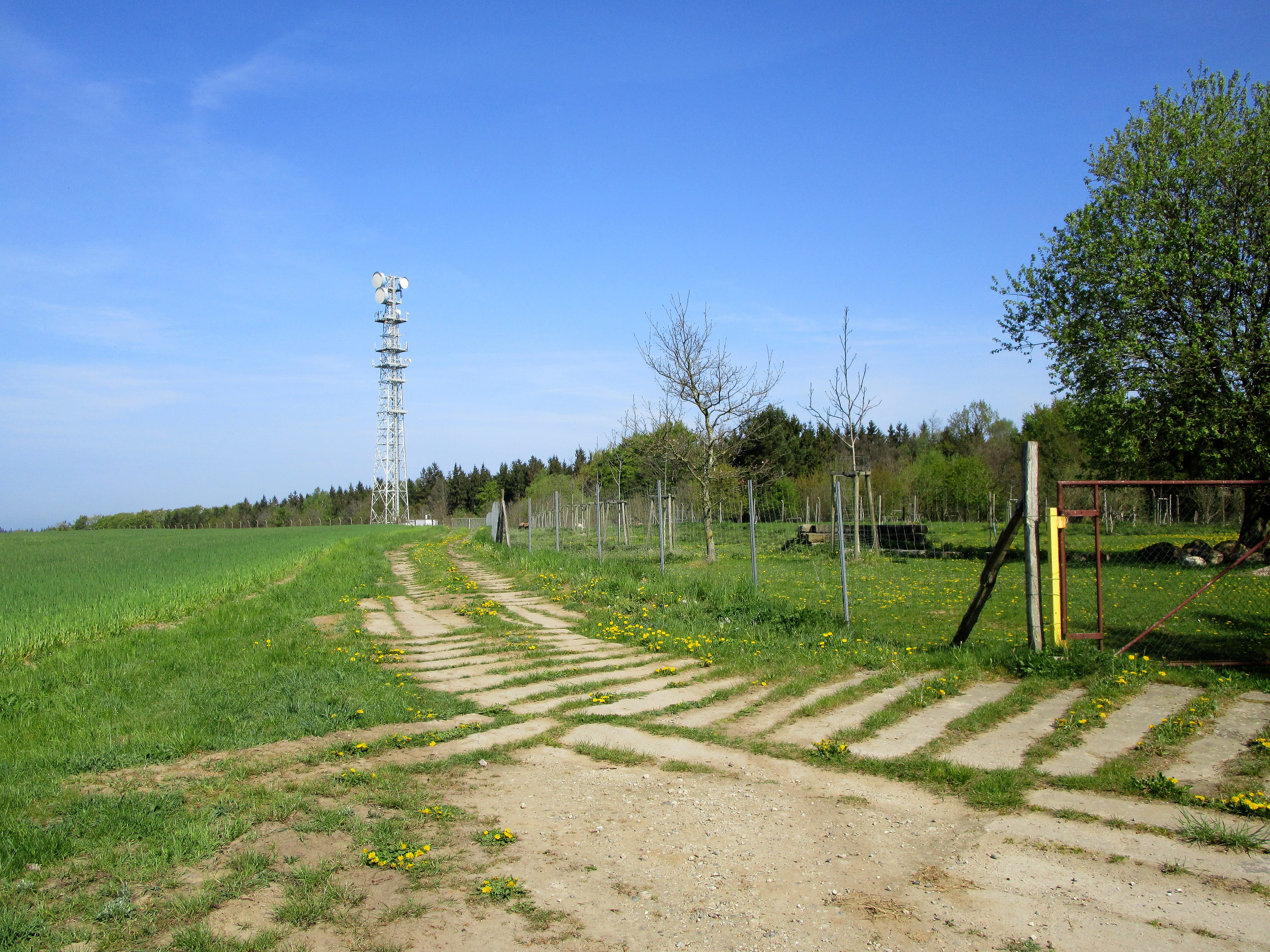
Auf dem Diedrichshagener Berg